# Tammispea
Tammispea is een plaats in de Estlandse gemeente Kuusalu, provincie Harjumaa. De plaats heeft de status van dorp (Estisch: küla).

## Bevolking
Het dorp had 50 inwoners op 31 december 2011 en 61 inwoners op 31 december 2021.

## Ligging
Het dorp ligt aan de Baai van Eru, een onderdeel van de Finse Golf. Het ligt tegen de grens tussen de provincies Lääne-Virumaa en Harjumaa aan. Aan de andere kant van de grens ligt Eru in de gemeente Haljala.